# سیدفورد
سیدفورد (به انگلیسی: Sidford) یک روستا در بریتانیا است که در سیدموث واقع شده‌است.